# Bufalini-Kapelle

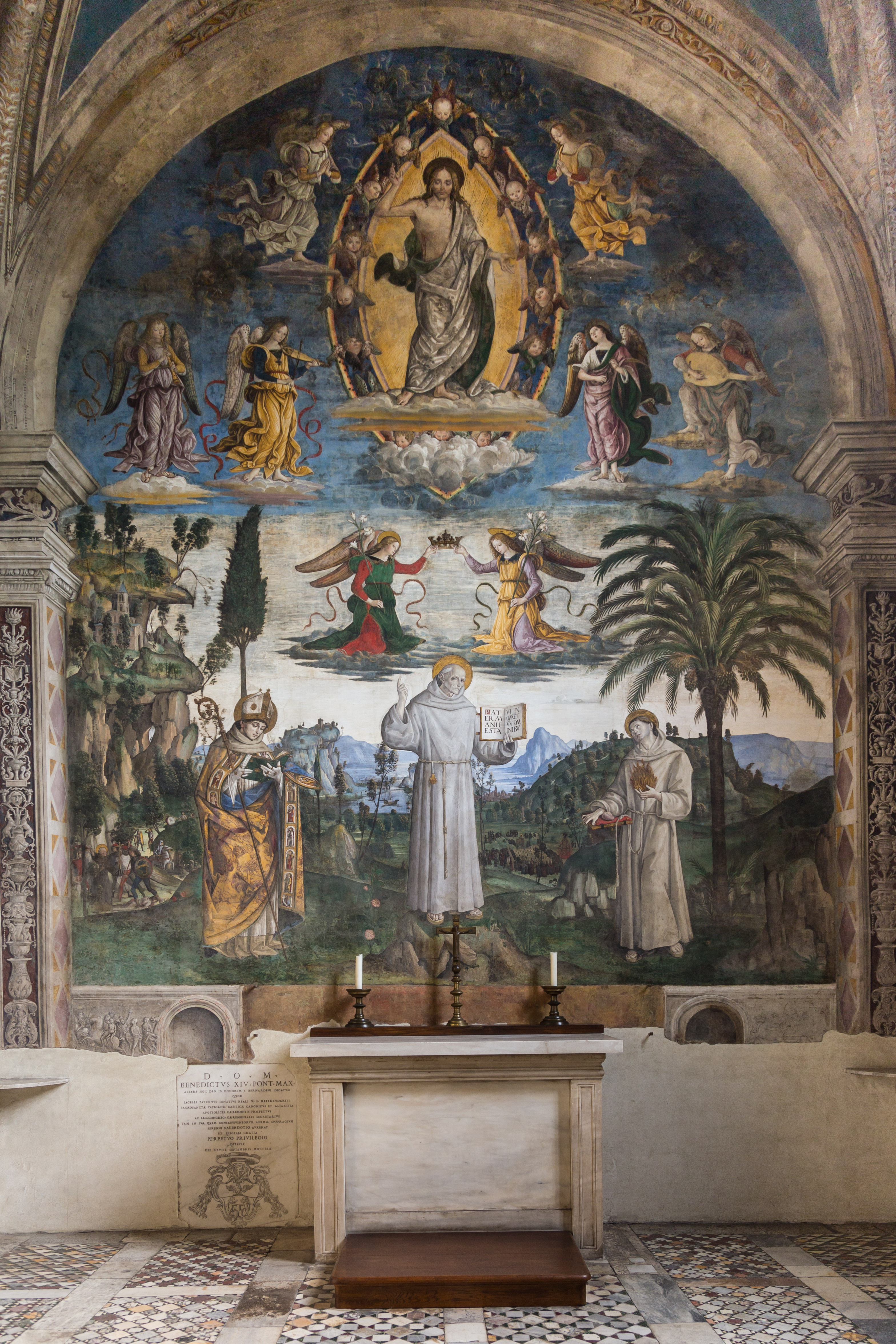
Bufalini-Kapelle – die Altarwand zeigt die Verklärung des hl. Bernhardin

Die Bufalini-Kapelle oder auch Kapelle des heiligen Bernhardin von Siena in der Basilika Santa Maria in Aracoeli in Rom ist wegen des Freskenzyklus von Pinturicchio berühmt. Sie zählt zu den bedeutendsten Kapellen, die in der Zeit der Frührenaissance in Rom gestaltet wurden. Die Kapelle, die erste im rechten Seitenschiff, ist dem heiligen Bernhardin von Siena geweiht und wird auch nach ihrem ersten Stifter Nicolò di Manno Bufalini Bufalini-Kapelle genannt.

## Geschichte
Der Auftraggeber Niccolò dei Bufalini (~1450 – 1506) aus Città di Castello, bekleidete in Rom die Stellung eines Avvocato Concistoriale. Die Familie Bufalini hatte ein besonderes Verhältnis zum heiligen Bernhardin von Siena, da es diesem gelungen war, die Fehde zwischen den verfeindeten Familien Bufalini und Baglioni zu beenden. Die Wahl des Themas für die Fresken in der Kapelle war damit vorgegeben. Das Wappen der Familie Bufalini – ein Stier mit einer Rose – erscheint mehrfach in der Kapelle. Kardinal Mazarin, dessen Mutter Ortensia aus der Familie Bufalini stammte, übernahm 1646 das Patronatsrecht an der Kapelle, das so auf die Familie Mancini-Mazzarino überging.
Zu Beginn der 1480er Jahre waren im päpstlichen Rom die Arbeiten zur Ausgestaltung der Sixtinischen Kapelle beendet. Diese Zeit hatte das Zusammentreffen einiger der bedeutendsten italienischen Maler der Epoche gesehen: Sandro Botticelli, Perugino, Domenico Ghirlandaio, Luca Signorelli, Cosimo Rosselli und Pinturicchio. Nach Abschluss der Arbeiten in der Sixtina waren diese Meister großteils aus Rom abgereist, mit Ausnahme des Pinturicchio, der in der Stadt blieb, eine Werkstatt einrichtete und eine heterogene Gruppe von Mitarbeitern zusammenstellte, die in der päpstlichen Kapelle gearbeitet hatten. Darunter waren Maler aus Umbrien, der Toskana, der Emilia und aus Lazio. Pinturicchio konnte in Rom seine künstlerische Laufbahn mit bedeutenden Aufträgen fortsetzen. Seinen ersten großen Auftrag erhielt er von Riccomanno Bufalini. Die gemeinsame umbrische Herkunft des Auftraggebers mit dem Künstler war die Basis eines bereits bestehenden Vertrauensverhältnisses, was auch eine für die Bufalini gemalte Madonna in der Pinacoteca Comunale in Città di Castello (um 1480) zeigt.
Es sind keine Dokumente zum Auftrag Bufalinis an Pinturrichio und seine Werkstatt erhalten. Die Ausführung des Fresken-Zyklus wird nach aktuellem Forschungsstand in die Zeit der frühen 1480er Jahre datiert. Viele starke Schäden an den bemalten Flächen, vor allem im Gewölbe, sowie ehemalige Restaurierungen haben die Wirkung einiger Bildbereiche nachhaltig beeinträchtigt – erst die Eingriffe der Jahre 1955–1956 und 1981–1982 vermochten den Verfall aufzuhalten.

## Beschreibung

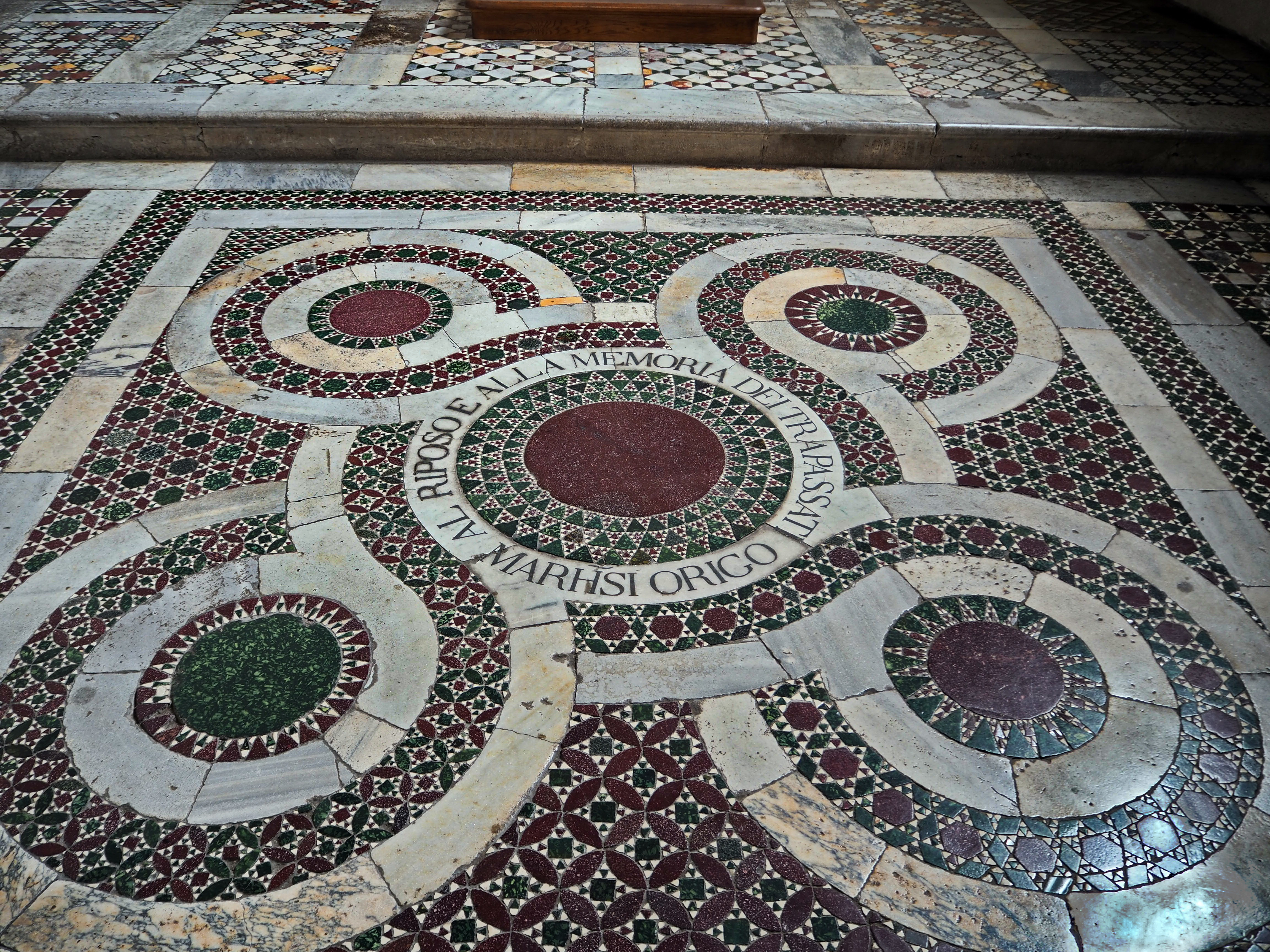
Kosmaten-Fußboden

Die Kapelle wird durch einen Triumphbogen betreten, dessen Architektur sich in der Scheinarchitektur im Inneren fortsetzt. Das Kapelleninnere weist einen quadratischen Grundriss (etwa 5 × 5 Meter) auf. Die Höhe bis zum Kreuzgewölbe beträgt ebenfalls etwas über fünf Meter. Der Fußboden ist eine gut erhaltene, wertvolle Kosmatenarbeit. Die Fresken entfalten sich auf drei Wänden und dem Gewölbe; sie sind dem Leben des heiligen Bernhardin von Siena gewidmet. Der Heilige spielte in jener Zeit innerhalb des Ordens der Minderbrüder eine bedeutende Rolle, war Generalvikar des Ordens und einer der bekanntesten Prediger. Er wurde 1450 heiliggesprochen. 
Die Kirche wird von den franziskanischen Minoriten betreut – die Bilder stellen daher auch bedeutende franziskanische Heilige dar: die hll. Franz von Assisi, Antonius von Padua und Ludwig von Toulouse.

### Gewölbe

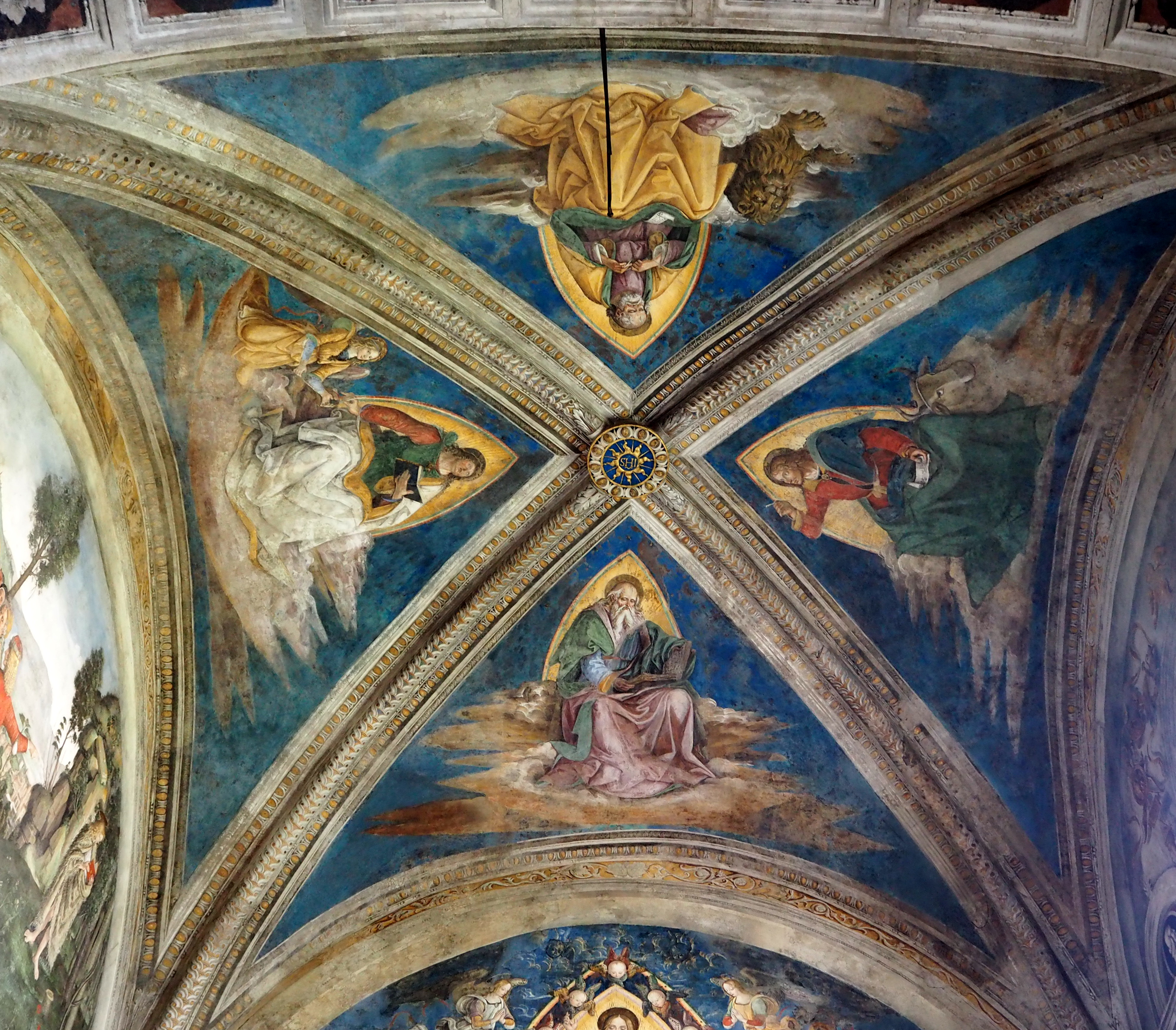
Decke, Die Evangelisten

In den vier Kappen des Gewölbes, mit dem üblicherweise die Arbeiten begonnen wurden, sind, umgeben von spitz zulaufenden Mandorlen, die vier Evangelisten jeweils auf einer Wolke sitzend vor einem dunkelblauen, mit Sternen übersäten Hintergrund dargestellt. Im Schnittpunkt der Rippen in einem Medaillon ist das Nomen sacrum IHS zu sehen. Bernhardin war wegen seiner besonderen Verehrung des Namens Jesu mehrfach verfolgt und 1423 der Häresie angeklagt, aber 1427 freigesprochen worden.

### Die Altarwand
Das Fresko auf der Altarwand zeigt die Verklärung des heiligen Bernhardin auf zwei Ebenen: In der Hauptszene unten ist der heilige Bernhardin auf einem Felsen stehend dargestellt. Seine rechte Hand weist nach oben auf Christus. In der linken Hand hält er ein offenes Buch, in dem zu lesen ist: PATER MANIFESTAVI NOMEN TVVM (H)OMINIBUS, auch hier der Bezug auf das Nomen sacrum IHS. Über dem Heiligen, aber noch im unteren Teil des Bildes, halten zwei Engel eine Krone. Zu seiner Rechten der heilige Ludwig von Toulouse in seinen feierlichen, bischöflichen Gewändern und zur Linken der heilige Antonius von Padua im ursprünglichen Habit der Franziskaner, in der einen Hand die Flamme als Symbol für die Inbrunst seiner Frömmigkeit und in der anderen ein Buch, ein Hinweis auf seine Gelehrsamkeit. Beide Figuren sind umgeben von Zypresse und Palme; im Hintergrund eine Landschaft mit Felsen, Seen und Bergen, die ein strenges symmetrisches Schema vermeidet, aber die Tiefe des Raumes erweitert. Die obere Ebene zeigt den segnenden Christus in einer Mandorla, umgeben von anbetenden und musizierenden Engeln.

### Rechte Wand

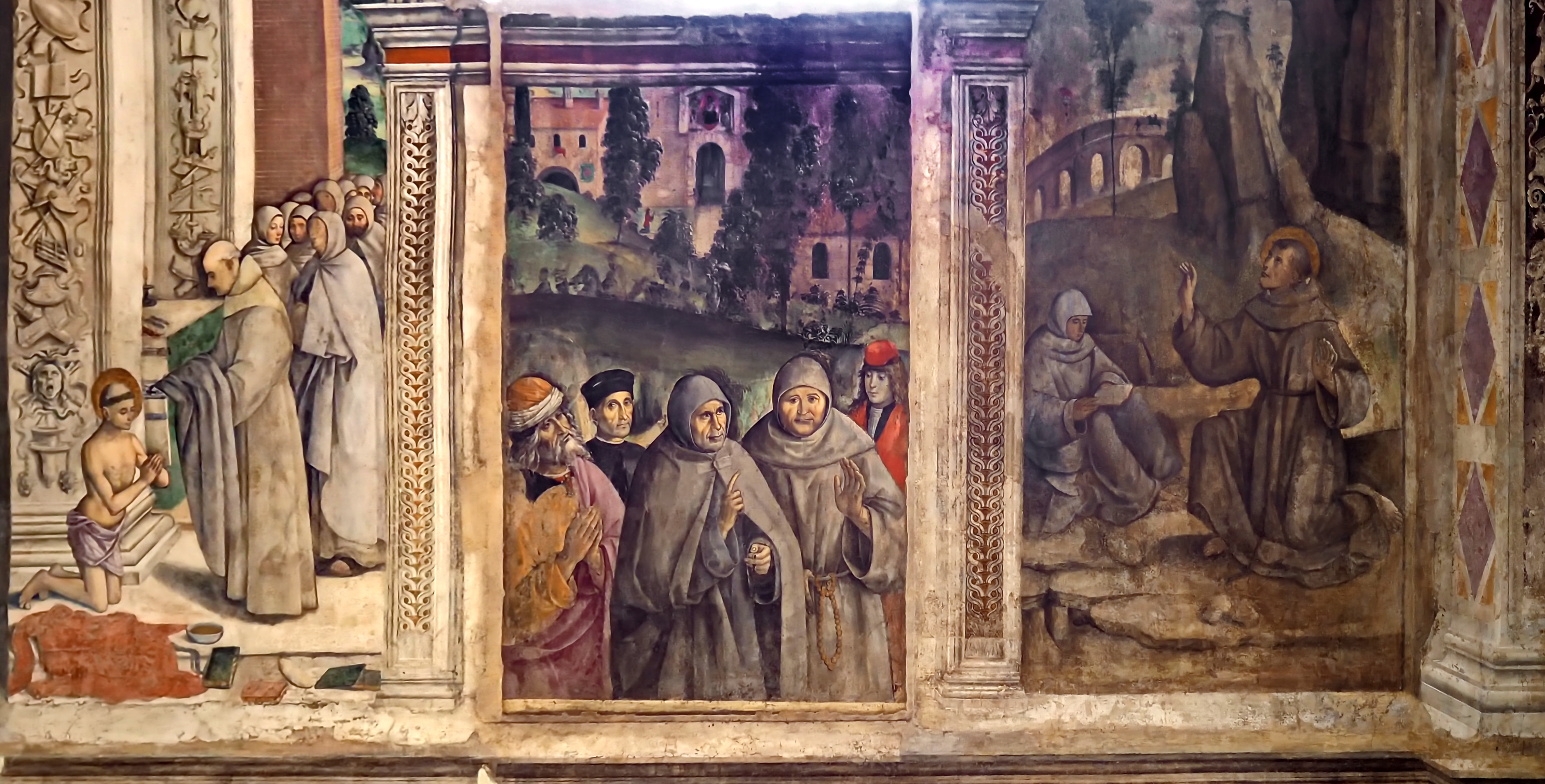
Rechte Seitenwand

An dieser Wand schuf Pinturicchio durch Einbeziehung der Bifore eine illusionistische Raumaufteilung, indem er im oberen Teil an den Seiten der Bifore zwei symmetrische Schein-Fenster malte. In dem einen ist der segnende Gottvater dargestellt, in dem anderen ein Pfau, ein Christussymbol. Der Wandteil darunter zeigt drei nicht zusammenhängende Szenen:
- Links in einer schrägen Scheinarchitektur, die die mit Grotesken geschmückten Pfeiler eines Bogens ausnützt: Der heilige Bernhardin legt seinen weltlichen Besitz ab und erhält vom Ordensoberen den Habit.
- In der Mitte, unter der Bifore in einem Scheinfenster, sind fünf Personen abgebildet. Der Franziskaner im Vordergrund scheint auf die Szene der Stigmatisation des heiligen Franziskus hinzuweisen und diese Begebenheit mit den zwei Personen rechts und links von ihm zu diskutieren. Hinter dieser Szene ist undeutlich ein Reitertrupp und im Hintergrund das Stadttor Porta Camollia von Siena zu erkennen. Vor diesem pflegte Bernhardin täglich zu einem über dem Tor gemalten Madonnenbild zu beten.
- Rechts in einer Felsenlandschaft mit Aquädukt im Hintergrund die Darstellung der Stigmatisation des hl. Franziskus von Assisi.

### Linke Wand

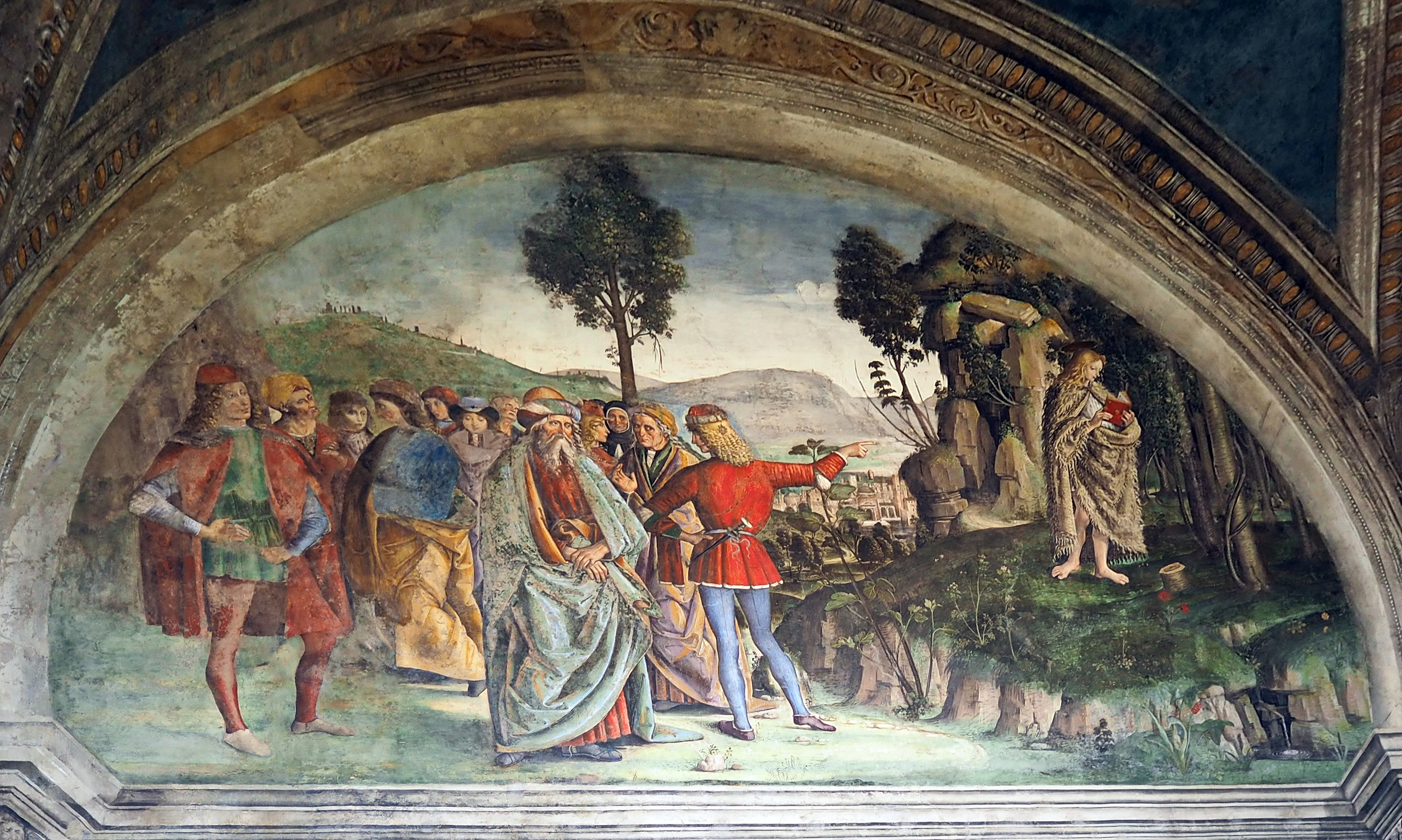
Der hl. Bernhardin in seiner Klause

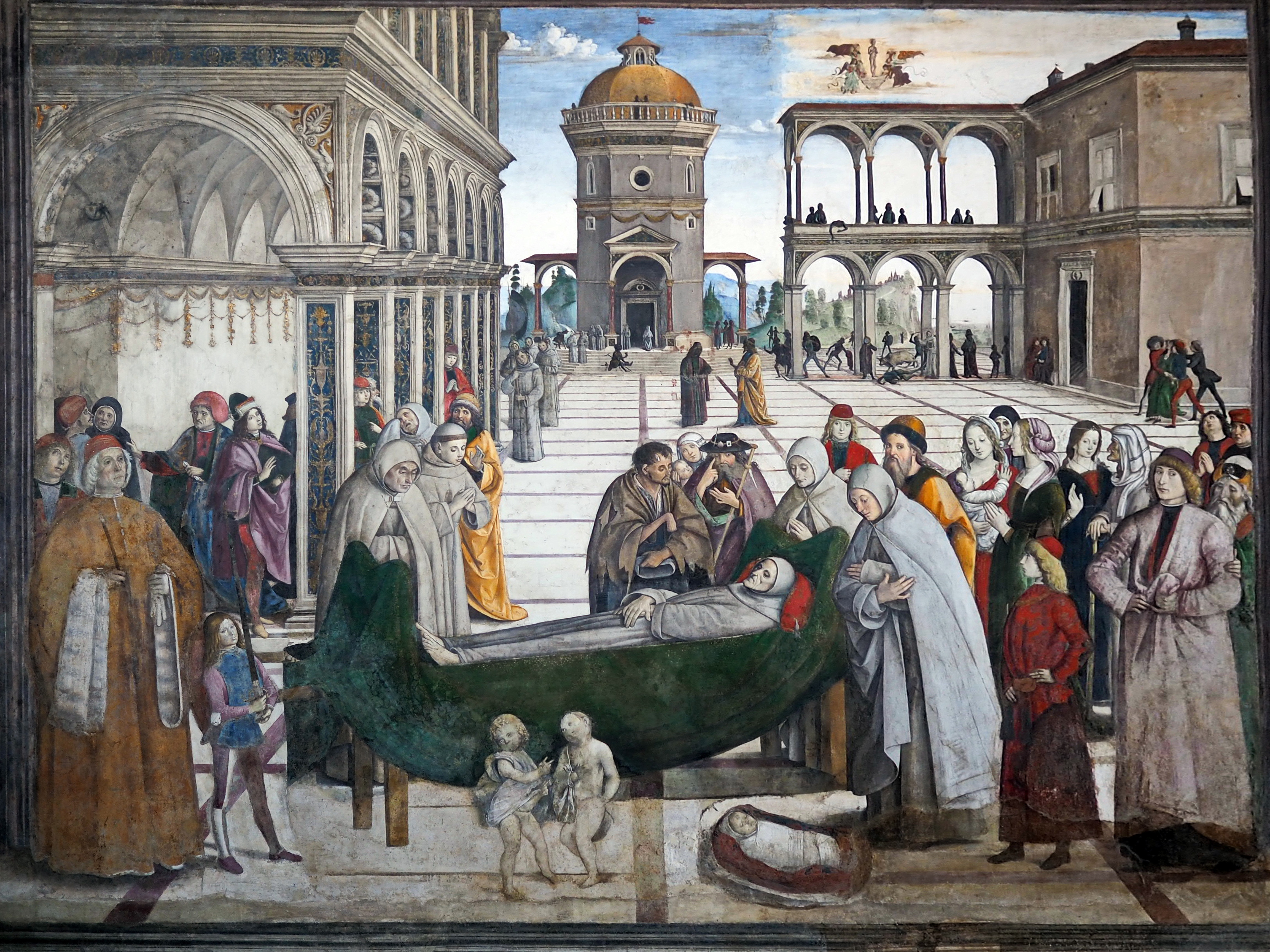
Tod des hl. Bernhardin

Die linke, nach Osten zeigende Wand ist in zwei übereinander gelagerte Szenen, geteilt durch ein Fries, gegliedert.
- Die Lünette über dem Architrav zeigt den jungen Bernhardin als Eremiten. Der Überlieferung zufolge zog sich der Heilige nach einer überstandenen Pestepidemie zehn Jahre in die Einsamkeit zurück. Als Einsiedler auf einem Hügel ist er rechts im Bild vertieft in die Lektüre der Heiligen Schrift zu erkennen. Der linke Teil des Bildes zeigt eine Personengruppe mit drei Hauptfiguren: ein junger Mann, mit blauer Hose und rotem Rock, weist auf den Heiligen und versucht die Gruppe zu einer Aktion zu bewegen. Der jüngere Mann im roten Mantel links hebt seine Hand als Zeichen der Mäßigung. Der alte Mann, in traditioneller Kleidung, im Zentrum zeigt Verständnis für die Hinwendung des Bernhardin zum asketischen Leben.[7]

- Die große Szene darunter zeigt den Tod und die Wunder des heiligen Bernhardin. Sie spielt auf einem städtischen Platz, der durch verschieden hohe Gebäude abgegrenzt ist. Links im Blickfeld ein Gebäude mit einem Bogengang und reich stuckierten Arkaden und Kreuzgewölbe. Rechts, etwas weiter entfernt, ein kubisches Gebäude, das mit einer Doppelloggia verbunden ist, die sich zur Landschaft und dem klaren Himmel öffnet. Im Fluchtpunkt der zentralperspektivischen Betrachtung steht ein oktogonaler Sakralbau, wie er auch in Peruginos Christus übergibt Petrus die Schlüssel in der Sixtinischen Kapelle vorkommt. Im Vordergrund vollzieht sich die Beerdigung des Heiligen, der auf einer mit einem grünen Tuch bedeckten Totenbahre liegt. Ordensbrüder, Pilger und gewöhnliche Leute nähern sich, um dem Heiligen die Ehre zu erweisen. Die reich gekleidete Person mit pelzbesetztem, rotem Überwurf und den Handschuhen wird als der Auftraggeber Bufalini identifiziert; hinter ihm vermutlich noch Angehörige der Familie. Eine Gruppe hinter dem Toten stellt die Wunder des Heiligen dar: genau im Zentrum des Bildes ein Pilger, der von seiner Blindheit geheilt wurde, und ein Mann mit einer verkrüppelten Hand. Weiters zu sehen sind die Erweckung des totgeborenen Kindes von Giovanni und Margherita da Basilea, die Heilung des von einem Stier verletzten Lorenzo di Niccolò da Prato und die Beilegung der Rivalitäten unter den Familien Umbriens.[8]